# Phonognatha guanga
Phonognatha guanga là một loài nhện trong họ Araneidae.
Loài này thuộc chi Phonognatha. Phonognatha guanga được Alberto Barrion & James A. Litsinger miêu tả năm 1995.